# De Lappländska Fjällkarlarnas klubb
De Lappländska Fjällkarlarnas klubb eller Fjällkarlarnas klubb var en ideell förening som bestod av fjällentusiaster. Klubben existerar inte längre utan upplöstes slutligen genom sista medlemmens död år 1973. Medlemskraven var hårda. Bland annat skulle man bestiga en tidigare ej bestigen fjälltopp på minst 1 200 meter. Sarekutforskaren Axel Hamberg var klubbens förste ordförande och därefter tog generallöjtnant Gösta Lilliehöök vid. Nils Pallin var klubbens förste sekreterare.
Den 4 april 1931 invigdes föreningens klubbstuga vid Nikkaluokta.
Nikkaluokta kapell som invigdes 1942 var en gåva från föreningen.